# حرب ونيباغو
حرب ونيباغو، المعروفة أيضًا باسم انتفاضة ونيباغو، هي نزاع قصير حدث عام 1827 في منطقة نهر المسيسيبي العليا في الولايات المتحدة، تحديدًا في ولاية ويسكونسن حاليًا. ولم تكن حربًا بمعنى الكلمة، فقد اقتصر القتال على عدد قليل من الهجمات على المدنيين الأمريكيين من قبل بعض أفراد قبيلة ونيباغو (أو هو تشانك) الأمريكية الأصلية. وكان النزاع رد فعل من أفراد القبيلة تجاه عمال مناجم الرصاص الذين تعدوا على أراضيهم، بالإضافة إلى الشائعات الكاذبة التي أفادت بأن الولايات المتحدة قد أرسلت سجينين من أفراد قبيلة هو تشانك إلى قبيلة منافسة لهم ليُعدما.
قرر معظم الأمريكيين الأصليين في المنطقة عدم الانضمام إلى هذه الانتفاضة، لذا انتهى الصراع بعد رد المسؤولين الأمريكيين باستعراض قوتهم العسكرية. ثم سلّم قادة هو تشانك ثمانية رجال شاركوا في أعمال العنف، بينهم ريد بيرد، الذي كان المسؤولون الأمريكيون يعتقدون أنه زعيم العصابة. وتوفي ريد بيرد في السجن عام 1828 بينما كان ينتظر المحاكمة. وأصدر الرئيس جون كوينسي آدامز عفوًا عن رجلين آخرين أدينا بجرائم قتل وأطلق سراحهما.
ونتيجة لهذه الحرب، أُجبرت قبيلة هو تشانك على التنازل عن منطقة تعدين الرصاص لصالح الولايات المتحدة. وزاد الأمريكيون من وجودهم العسكري على الحدود، وبنوا حصن ونيباغو، وأعادوا احتلال حصنين مهجورين آخرين. ورسخ هذا النزاع قناعة بعض المسؤولين بأن الأمريكيين والهنود لا يستطيعون العيش بسلام معًا، وأنه يجب إجبار السكان الأصليين على الانتقال باتجاه الغرب، وهي سياسة تعرف باسم الإبعاد الهندي. حدثت حرب ونيباغو قبل حرب بلاك هوك عام 1832، وتضمنت عددًا من نفس الأشخاص وكانت تدور حول قضايا مماثلة.

## الخلفية
بعد حرب عام 1812، اتبعت الولايات المتحدة سياسة محاولة منع الحروب بين الأمريكيين الأصليين في منطقة نهر المسيسيبي العليا. ولكن لم يكن هذا لأسباب إنسانية بحتة، فقد جعلت الحرب بين القبائل من الصعب على الولايات المتحدة الاستحواذ على الأراضي الهندية ونقل القبائل باتجاه الغرب، وهي سياسة تعرف باسم الإبعاد الهندي، والتي أصبحت الهدف الأساسي في أواخر عشرينيات القرن التاسع عشر. وفي 19 أغسطس 1825، أنهى المسؤولون الأمريكيون معاهدة بين قبائل متعددة في برايري دو شين، والتي كانت قد حددت حدود قبائل المنطقة.
وكان الأمريكيون قد بدؤوا بالتعدي على أراضي هو تشانك (أو وينباغو) بشكل واسع، دفعهم لذلك أملهم بتعدين سهل للرصاص على طول نهر فيفر (سُمي لاحقًا نهر غالينا). كان الأمريكيون الأصليون قد قاموا بالتعدين في هذه المنطقة لآلاف السنين، وأصبح تصدير الرصاص جزءًا مهمًا من اقتصاد هو تشانك، لذا حاولوا إبعاد المنتهكين لأرضهم، لكنهم عانوا من إساءات عمال المناجم العدوانيين. قلق بعض المسؤولين الأمريكيين من أن استمرار قبيلة هو تشانك بالتعدين قد يؤخر ما اعتبروه الحيازة الأمريكية الحتمية لمنطقة التعدين، لذا عملوا «على ثني الهنود عن خططهم في التعدين».

### مقتل عائلة ميثود
في مارس 1826، كان رجل فرنسي كندي يدعى ميثود، وزوجته الأمريكية الأصلية، وأطفالهما يجمعون شراب القيقب في ولاية أيوا الحالية، على بعد نحو 12 ميلًا شمال برايري دو شين، عندما قتلوا، على ما يبدو من قبل جماعة عابرة من قبيلة هو تشانك. من الواضح أن القتلة لم يكن لديهم عداوة محددة مع الضحايا، وكانوا مجرد أهداف سانحة. ثم ألقت ميليشيات برايري دو شين القبض على اثنين من المشتبه بهم من قبيلة هو تشانك واقتيدا إلى حصن كروفورد. وبعد هروبهما، احتجز المقدم في الجيش الأمريكي ويلوبي مورغان رهينتين من قبيلة هو تشانك وطالب القبيلة بتسليم القتلة.
في 4 يوليو 1826، سلمت قبيلة هو تشانك ستة رجال إلى مورغان في حصن كروفورد. وكتب المؤرخ مارتن زانغر أنه وفقًا لعاداتهم، لم يكن الرجال الستة جميعًا متورطين في جرائم القتل. وجرى تسليمهم لتخفيف حدة الغضب الأمريكي وإبعاد العقاب عن بقية القبيلة. لكن الأمريكيين أرادوا معاقبة المسؤولين عن عمليات القتل أنفسهم. ولم يكن المقدم مورغان قادرًا على تحديد القتلة، لذلك اعتقل جميع الستة وطلب إلى رؤساء هو تشانك التعرف على القتلة. ثم عزز العقيد جوزايا سنيلنغ، قائد فوج المشاة الخامس، الحصن وسط شائعات بأن أفراد هو تشانك سيحاولون إطلاق سراح السجناء. في النهاية، جرى تسليم اثنين من أفراد القبيلة، هما وو كو كاو (أو ووكوكاو) ومان ني تاه بي كي (أو ماناتاباكا) إلى الأمريكيين ووجهت إليهما تهمة القتل.